# −3 (tal)
−3 (minus tre) är det negativa heltal som följer −4 och följs av −2.

## Inom matematiken
Talet −3 definieras som den additiva inversen till 3, det vill säga det tal vars summa med 3 är lika med 0.

## Användning
- SI-prefixet milli-, 10−3